# 曹翔
曹翔，名八伯。唐朝軍事人物。
曹全晸之子，曹翊之弟，早年登第，任福州牧。历官昭义节度使，金吾大将军。谥忠武，有二子：曹达、曹遇。曹翊陣亡後，曹遇過继給曹翊为嗣。